# Apple Valley (California)
Apple Valley è una città incorporata nella Victor Valley della contea di San Bernardino, nello Stato della California. Fu incorporata il 14 novembre 1988 ed è uno dei ventidue comuni incorporati della California che ha lo status di "town" anziché di "city". La città è ad est e adiacente alle città vicine di Victorville ed Hesperia, a 56 km a sud di Barstow e 79 km a nord di San Bernardino attraverso il passo del Cajon. La popolazione era di 69 135 abitanti al censimento del 2010.
Ad Apple Valley hanno risieduto Roy Rogers e Dale Evans, il cui museo fu fondato per la prima volta ad Apple Valley (nel 1967) prima che venisse spostato a Victorville nel 1976. Dal 2003, il museo ha sede a Branson, nel Missouri. La mossa è stata fatta nella speranza di raggiungere più fan; tuttavia, il museo ha chiuso per motivi finanziari il 12 dicembre 2009.

## Geografia fisica
Secondo l'Ufficio del censimento degli Stati Uniti, ha una superficie totale di 73,52 mi² (190,42 km²).

## Società

### Evoluzione demografica
Secondo il censimento del 2010, la popolazione era di 69 135 abitanti.

### Etnie e minoranze straniere
Secondo il censimento del 2010, la composizione etnica della città era formata dal 69,1% di bianchi, il 9,1% di afroamericani, l'1,1% di nativi americani, il 2,9% di asiatici, lo 0,4% di oceaniani, il 12,1% di altre etnie, e il 5,2% di due o più etnie. Ispanici o latinos di qualunque etnia erano il 29,2% della popolazione.